# 森本ヤス子
森本 ヤス子（もりもと やすこ、1902年3月20日 - 1998年3月18日）は、日本のフィンランド文学者、児童文学者。山口県宇部出身。本名ヤス。別名として赤松ね美も用いる。山口県立徳基高等女学校（現・山口県立厚狭高等学校）卒業。森本覚丹は夫。夫の覚丹が『カレワラ』を訳したのち、それを子供向けに書き直すなどした。アニメ化された『牧場の少女カトリ』の訳者。

## 著書
- 虹夫人（講談社　1958年）
- 悪童女（講談社　1960年）
- 霧のカレワラ（北欧文化通信社　1973年）
- おさかなになったおんなのこ せかいのはなし（フィンランド）（コーキ出版　1980年）
- はながたみ（講談社　1991年）

共著
- 白夜のラプランドへ（小山内富子共著　かど創房　1987年）

## 翻訳
- 『カレワラ物語 少年少女への物語』（教材社　1940年）[4]
- アレクシス・キヴィ『七人兄弟』（起山房　1942年）
- 『魔法の歌 フィンランドの民話カレワラより』（訳著 霞ケ関書房・新世界童話集　1943年）[5]
- ヌオリワーラ『牧場の少女』（講談社・世界名作全集 1952年）
  - 「牧場の少女カトリ」（いのちのことば社　1984年）
- キヴィ『森の兄弟』（講談社　世界名作全集 1955年）
- エレナ・ポーター『少女ポリアンナ』（講談社・世界名作全集　1966年）